# ディリクレの原理
ディリクレの原理（ディリクレのげんり、英: Dirichlet's Principle）とは、調和関数に関するディリクレ問題の解を、あるクラスの関数の中でディリクレ積分を最小にするものとして調和関数を発見する方法である。ディリクレ問題の解決方法でもっとも重要な一般的方法がディリクレの原理である。
ディリクレの原理は
{\displaystyle {\begin{aligned}\Delta f(x)&=0&(x&\in \Omega )\\f(x)&=g(x)&(x&\in \partial \Omega )\end{aligned}}}
の解を、次のディリクレ積分
{\displaystyle \int _{\Omega }|\nabla v|^{2}}
を最小にするものを探すことで見つける方法である。

## 歴史
ベルンハルト・リーマンがペーター・グスタフ・ディリクレと結びつけたことからディリクレの原理と呼ばれるようになったが、歴史的には、カール・フリードリヒ・ガウスの磁気の研究やウィリアム・トムソンとペーター・グスタフ・ディリクレの物理学の研究に由来する。純粋数学への応用はリーマンによってはじめて行われた。彼は複素解析の基礎づけのためにこの原理を証明もなしに使用して、リーマン面上の関数の存在定理を証明したが、後にカール・ワイエルシュトラスによってギャップが指摘された。その後、ダフィット・ヒルベルトが再定式化したことで、ディリクレの原理は正当化され、変分法の直接法が発展することになった。ヘルマン・ワイルは正射影法として再定式化した。